# Mindanao Setentrional
Mindanao Setentrional é um região de Filipinas nas Filipinas. De acordo com o censo de 1 de maio  de  2020 possui uma população de 5 022 768 pessoas e 1 014 814 domicílios.